# Marsilea strigosa
Marsilea strigosa là một loài dương xỉ trong họ Marsileaceae. Loài này được Willd. mô tả khoa học đầu tiên..
Danh pháp khoa học của loài này chưa được làm sáng tỏ. 